# Vilde Frang

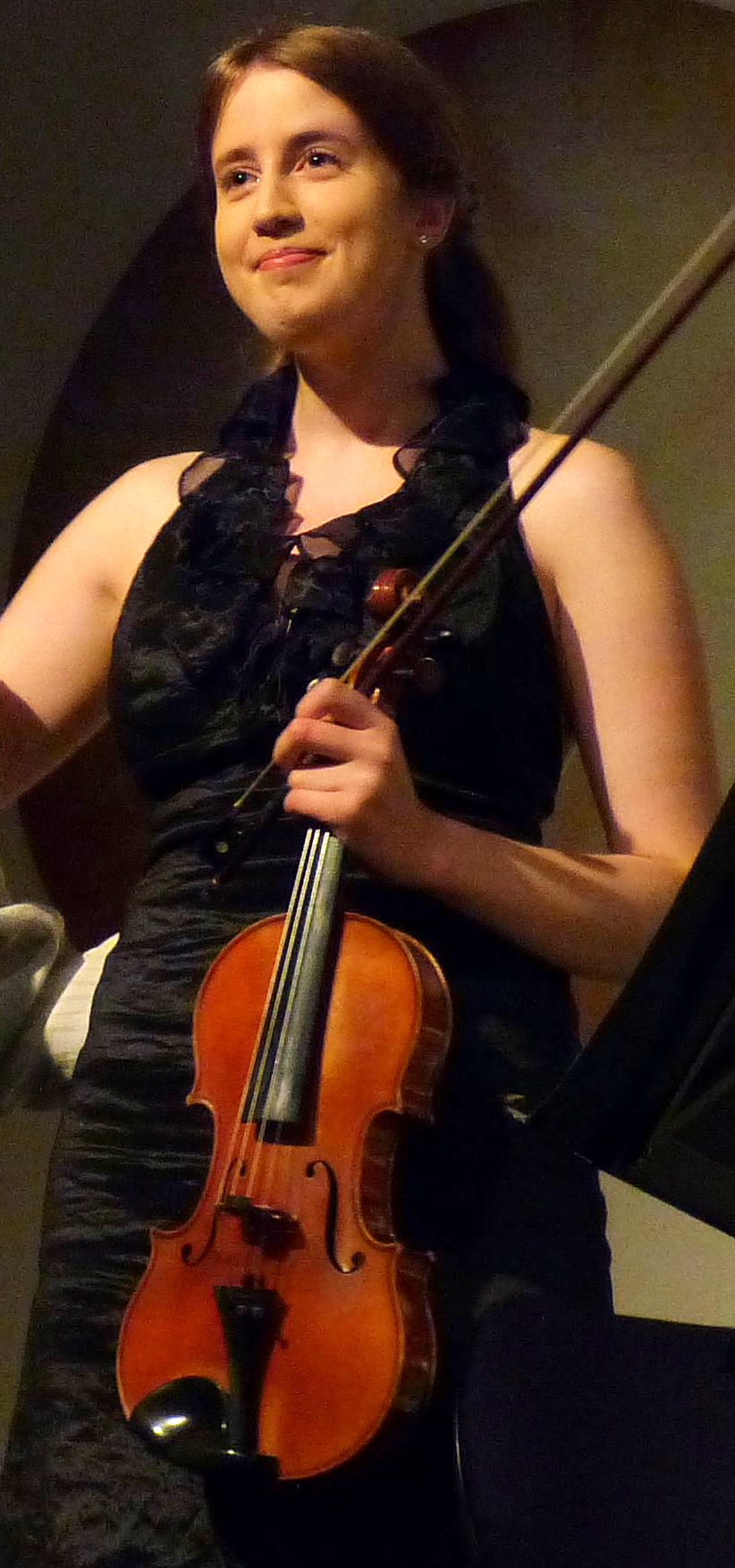
Vilde Frang met Vuillaume-viool

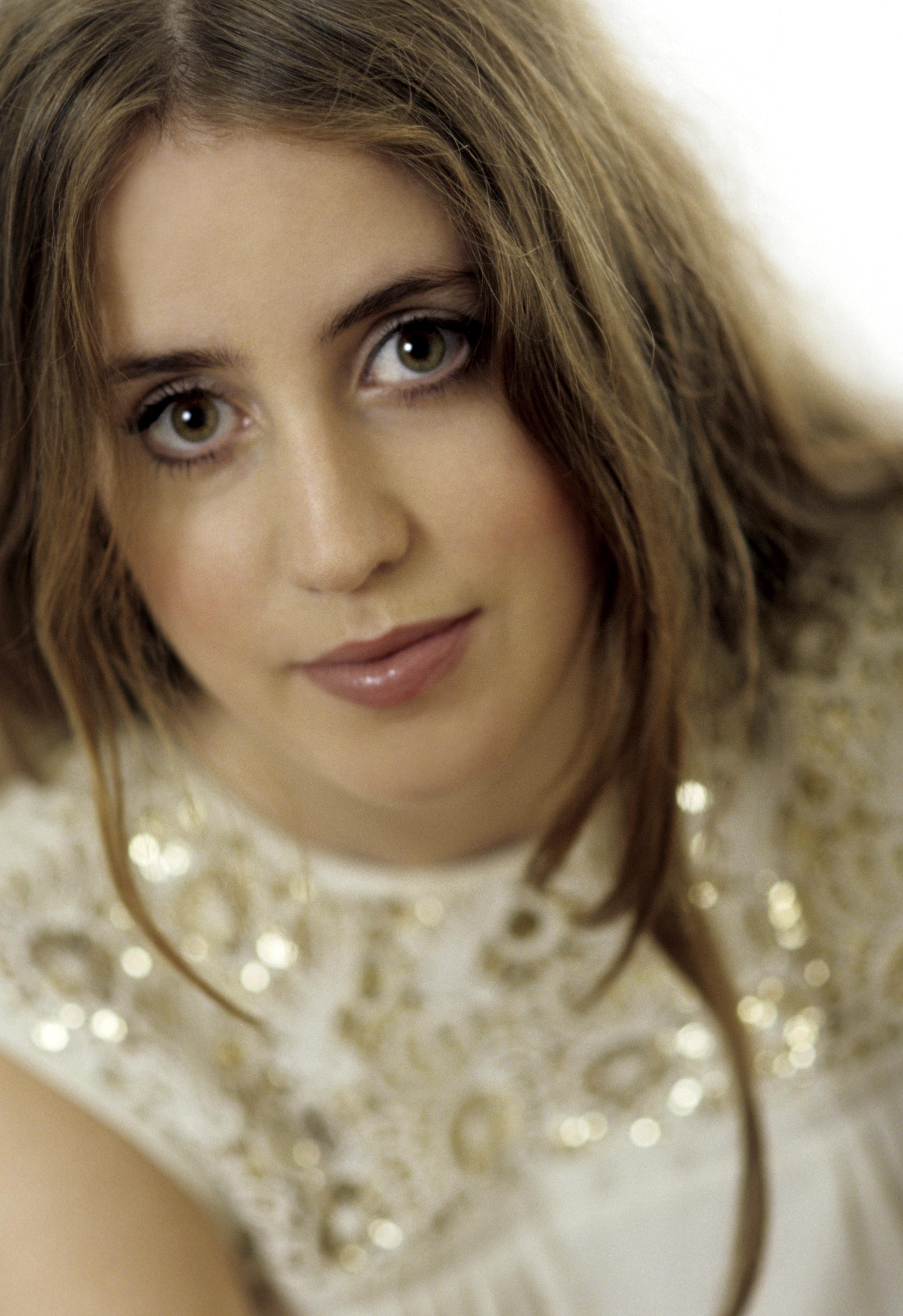
Publiciteitsfoto 2017

Vilde Frang Bjærke (Oslo, 19 augustus 1986), bekend als Vilde Frang, is een Noorse violiste. Zij is een kleindochter van de componist Finn Arnestad.  

## Opleiding
Frang begon op haar vierde jaar viool te spelen. Van 1993 tot 2002 werd ze tot professioneel musicus opgeleid aan het Barratt Due muziekinstituut in Oslo. Ze debuteerde als tienjarige bij het Noors Radio-orkest en was een jaar later solist bij het Philharmonisch Orkest van Bergen. In 1999 soleerde ze onder leiding van Mariss Jansons bij het Filharmonisch Orkest van Oslo. 
De violiste Anne-Sophie Mutter nam Frang in 1998 onder haar hoede en fungeerde als haar mentor. In de jaren 2003-2009 zette ze met een beurs van de Anne-Sophie Mutter Foundation haar studie voort aan de Hochschule für Musik und Theater Hamburg en bij Ana Chumachenco aan de Kronberg Academy in Frankfurt am Main. Ze heeft ook in Londen gestudeerd bij de pianiste Mitsuko Uchida toen haar in 2007 een Borletti-Buitoni Trust Fellowship was verleend.

## Carrière
Frang debuteerde in 2007 bij het London Philharmonic Orchestra in de Royal Festival Hall. Ze speelde het Vioolconcert van Jean Sibelius met de Wiener Philharmoniker onder Bernard Haitink bij het Lucerne-festival 2012 toen aan haar de Credit Suisse Young Artist Award werd toegekend. 
In 2013 volgde haar debuut bij de Proms in de Londense Royal Albert Hall; ze speelde het Eerste vioolconcert van Max Bruch met de BBC Philharmonic. Vilde Frangs internationale carrière bracht haar in vele concertzalen over de wereld. Ze werkte met dirigenten als Vladimir Ashkenazy, Mariss Jansons, Leonard Slatkin, Vasili Petrenko, Ivan Fischer, Neeme Järvi, David Zinman, Esa-Pekka Salonen, Herbert Blomstedt, Sir Simon Rattle, Bernard Haitink, Sakari Oramo, Vladimir Jurowski, Mirga Gražinytė-Tyla, Daniel Harding, Valery Gergiev, Paavo Järvi en Yuri Temirkanov. Ze treedt ook vaak op bij kamermuziekfestivals, samen met onder anderen  Gidon Kremer, Yuri Bashmet, Martha Argerich, Leif Ove Andsnes, Truls Mørk, Janine Jansen, Baiba Skride, Sol Gabetta, Frank Braley en Maxim Vengerov.
Ze bespeelt een viool van Jean-Baptiste Vuillaume uit 1864, een kopie van de Messia van Antonio Stradivarius uit 1716.
Sinds 2013 is Frang aangesteld als 'Professor II' (vergelijkbaar met buitengewoon hoogleraar) aan de Noorse Muziekhogeschool in Oslo.

## Cd's
Ze sloot in 2008 een contract met EMI. Sinds die platenmaatschappij in 2011 stopte, staat ze onder contract bij Warner. Haar cd's werden vaak met prijzen bekroond, waaronder twee Nederlandse Edisons in 2011 en 2012.
In 2016 kreeg ze een Gramophone Award voor haar cd met de vioolconcerten van Korngold en Britten.